# 平山幸司
平山 幸司（ひらやま こうじ、1969年11月9日 - ）は、日本の政治家。参議院議員（1期）、生活の党参議院幹事長代理、党青森県連代表などを務めた。青森県五所川原市出身。

## 学歴
- 1982年 五所川原市立栄小学校卒業
- 1985年 五所川原市立五所川原第三中学校卒業
- 1988年 青森県立五所川原農林高等学校農業土木科卒業
- 1992年～1993年 カナダへ語学留学
- 1993年 関東学院大学工学部第2部（夜間課程）建設工学科（土木系）卒業[1]
- 2004年 小沢一郎政治塾三期生修了
- 2006年 慶應義塾大学法学部政治学科卒業（通信教育課程）[2]

## 職歴
- 1988年～1993年 建設省（現国土交通省）関東地方建設局に勤務。
- 1993年 オーストラリア新聞社「Nichigo Press Australia Pty Ltd」に勤務。
- 1994年～2003年 オーストラリア旅行会社「AWL Travel Service」に勤務。
- 2003年～現在 オーストラリア旅行会社「AWL Pitt Australia Pty Ltd」の顧問に就任。
- 2006年～現在 民主党青森県総支部連合会副代表兼民主党青森県参議院選挙区第2総支部長に就任。
- 2007年 第21回参議院議員通常選挙に青森県選挙区から民主党公認で出馬し、自民党前職の山崎力を破り初当選[3]。
- 2012年 野田内閣の消費増税方針に反発し、7月2日に民主党に離党届を提出し[4][5][6]、7月3日に受理された[7][8]。同年7月11日に国民の生活が第一の結党に参加[9]。
- 2013年1月 - 生活の党参議院幹事長代理、代表室総務担当幹事に就任。
- 7月21日執行の第23回参議院議員通常選挙に青森県選挙区から生活の党公認で出馬するも[10]、自民党新人の滝沢求に19万票の差をつけられ落選[11]。
- 8月 - 参議院幹事長代理、代表室総務担当幹事を退任。
- 2016年10月、生活の党が自由党へと改組されたが、平山は直後に自由党青森県連を解散した[12]。